# Seznam srbskih pevcev
Seznam srbskih pevcev.

## A
- Nikola Ajdinović
- Seka Aleksić
- Miša (Miroslav) Aleksić
- Dalibor Andonov "Gru"
- Dragan Antić
- Boris Aranđelović
- Silvana Armenulić (iz Bosne)
- Indira Aradinović - Indy
- Lidija Asanović

## B
- Milan Babić
- Momčilo Bajagić - Bajaga
- Nedeljko Bajić - Baja
- Šaban Bajramović
- Beba Balašević
- Đorđe Balašević
- Izolda Barudžija
- Ana Bekuta
- Nataša Bekvalac
- Maya Berović
- Billy King - Puniša Zeljković
- Luke Black (Luka Ivanović)
- Boris Bizetić
- Zvonimir "Zvonko" Bogdan
- Miloš Bojanić
- Branko Bojović "Bane" /"Gumbrowsk"
- Nevena Božović
- Lepa Brena  (Fahreta Jahić - Živojinović)
- Zorica Brunclik
- Nikola Burovac

## C
- Ceca (Svetlana Ražnatović, r. Veličković)
- Zoran Cerar
- Ksenija Cicvarić
- Dejan Cukić
- Ana-Marija Cupin

## Č
- Andreana Čekić
- Zdravko Čolić
- Nebojša Čonkić - Čonta (Pekinška patka)
- Nikola Čuturilo - Čutura

## Ć
- Slavica Ćukteraš

## D
- Anči Dabetić
- Tijana Dapčević
- Dara Bubamara
- Milan Delčić "Delča"
- Milan Dinčić "Dinča"
- Vlada Divljan
- Teya Dora - Teodora Pavlovska
- Tamara Dragić
- Olivera Dragićević Skvo
- Predrag Drčelić "Skaki"
- Bora Drljača
- Teodora Džehverović

## Đ
- Raša Đelmaš
- Bora Đorđević - "Bora Čorba"
- Lepa Đorđević
- Nataša Đorđević
- Ana Đurić - Konstrakta
- Stefan Đurić Rasta

## G
- Srđan Gajić
- Vlado Georgiev
- Predrag Gojković - Cune
- Srđan Gojković - Gile
- Zlatko Golubović
- Katarina "Kaća" Grujić

## I
- Anđela Ignjatović - Breskvica
- Andrej Ilić
- Dunja Ilić (um.i. Ajla Begović)
- Miroslav Ilić
- Aleksandra Ivanović
- Luka Ivanović (Luke Black)
- Predrag Ivanović
- Tina Ivanović
- Nena Ivošević

## J
- Emina Jahović Sandal
- Dušan "Duško" Jakšić
- Aleksa Jelić
- Dragi Jelić
- Drago in Žika Jelić
- Slobodan "Jela" Jeličić
- Jelena Jevremović
- Miki Jevremović
- Željko Joksimović
- Aleksandra Josić (srb.-slov.)
- Milutin Jovančić "Mita"
- Sara Jo(vanović)
- Tanja Jovićević

## K
- Slavko Kalezić (Črna Gora)
- Nele Karajlić
- Jelena Karleuša
- Olja Karleuša
- Nikola Karović (& Slavko Perović)
- Olivera Katarina (Olivera Vučo)
- Elena Kitić
- Milojko "Mile" Kitić (bosansko-srbski)
- Nada Knežević
- Nenad Knežević - Knez (Črnogorec v Bgd)
- Baja Mali Knindža
- Kija Kockar
- Dragan Kojić - Kebo
- Dušan Kojić - Koja
- Nemanja Kojić "(Hornsman) Coyote"
- Marko Kon
- Konstrakta (Ana Đurić)
- Mina Kostić
- Zoran Kostić - Cane
- Aleksandra Kovač
- Kristina Kovač
- Nikolina Kovač
- Aleksandar - Saša Kovačević
- Dragan Kovačević “Žabac” (& Vladimir Popović “Hobbo”; Žarko Kovačević “Žare”)
- Vladimir Kozbašić - Pećinko
- Darko Kraljić
- Bilja(na) Krstić
- Sanja Kužet

## L
- Dragan Laković
- Branislav (Bane) Lalić
- Darko Lazić
- Slobodan Lepojević Mecko
- Zoran "Kiki" Lesendrić
- Divna Ljubojević
- Dženan Lončarević
- Iva Lorens  (Iva Mišović)
- Louis (Ljubiša Stojanović)
- Marko Louis
- Aca Lukas (Aleksandar Vuksanović)
- Lepa Lukić (Lepava Mušović)

## M
- Nada Mamula
- Oliver Mandić
- Radmila (Rada) Manojlović
- Zlatko Manojlović
- Nenad Marić - "Kralj Čačka"
- Đorđe Marjanović
- Srđan Marjanović
- Aleksandar Marković "Coa"
- Biljana Marković
- Leo Martin (Miloš Jović)
- Branko Marušić - "Čutura"
- Jovan Matić "Yo-Van"
- Saša (Aleksandar) Matić (bos.-srb.)
- Vladan Matić
- Vera Matović
- Peđa Medenica
- Mirjana Mijatović
- Ana Milenković
- Zvonko Milenković
- Lepi Mića (Miroslav Pržulj) (bos.-srbski)
- Boba Miletić
- Živan Milić
- Ivan Milinković
- Goran Milisavljević
- Viki (Violeta) Miljković
- Slađana Milošević
- Mitar Mirić
- Dragana Mirković
- Marija Mirković
- Snežana Mišković - Viktorija
- Milan Mladenović
- Lepava Mušović - Lepa Lukić

## N
- Dejan Najdanović
- Novica Negovanović
- Oliver Nektarijević
- Nemeš (Nikola Nemešević)
- Draško Nikodijević
- Ana Nikolić
- Maja Nikolić
- Nikola Nikolić Johnny
- Olga Nikolić
- Zana Nimani
- Nina (Danica Nina Radojičić)
- Lola Novaković
- Stoja Novaković

## O
- Nadežda Obrić

## P
- Ksenija Pajčin
- Nikola Paunović
- Ivanka Pavlović
- Milica Pavlović
- Teodora Pavlovska (um. i. Teya Dora)
- Aco Pejović
- Jovan Perišić
- Martin Perović
- Slavko Perović (& Nikola Karović)
- Ljubomir "Ljuba" Perućica
- Krsta Petrović
- Ljiljana Petrović
- Tihomir "Tića" Petrović
- Zlata Petrović
- Aleksandar Popov - "Dr. Pop"
- Mara Popović
- Vojin Popović
- Antonije Pušić (Rambo Amadeus)

## R
- Indira Radić
- Vasilija Radojčić
- Dragica Radosavljević - Cakana
- Marina Radosavljević
- Milanče Radosavljević
- Jovan "Jova" Radovanović
- Aleksandra Radović
- Nenad "Neđa" Radulović
- Vladimir Radusinović - "Radule"
- Džej Ramadanovski
- Rambo Amadeus (Antonije Pušić)
- Rasta (Stefan Đurić)
- Jovan Rašić
- Marinko Rokvić

## S
- Sajsi Em-Si
- Sinan Sakić
- Željko Samardžić (bosansko-srbski)
- Sandra Afrika
- Marta Savić (bosansko-srbska)
- Tanja Savić
- Sandra S. Sedlar
- Goga Sekulić
- Ivana Selakov
- Ivan Senić
- Aleksandar Siljanovski - "Silja"
- Elma Sinanović
- Skaj Vikler
- Darko Soldo
- Svetlana Spajić
- Bora Spužić Kvaka
- Bojana Stamenov
- Milan Stanković
- Slobodan Boba Stefanović
- Stoja (Stojanka Novaković) = Stoja Institucija?
- MC Stojan (Marko Stojković)
- Ljubiša Stojanović - Luis
- Miodrag "Čeza" Stojanović
- Dragan Stojnić
- Daliborka Stojšić
- Milan Minja Subota
- Šemsa Suljaković
- Dušan Svilar

## Š
- Dragana - Bebi Dol Šarić
- Šaban Šaulić
- Goran Šepa
- Marija Šerifović
- Mira Škorić
- Ana Štajdohar
- Vlado Štimac ?

## T
- Marina Tadić
- Tea Tairović
- Ratko & Radiša Teofilović
- Teya Dora (Teodora Pavlovska)
- Tijana eM (T.
- Bora Todorović?
- Dragan Todorović Tigar
- Milica Todorović
- Jelena Tomašević
- Bojan Tomović
- Milan Topalović - Topalko
- Slobodan Trbojević
- (Slobodan Trkulja)
- Mica Trofrtaljka (Milica Ostojić)
- Goca Tržan

## U
- Neda Ukraden

## V
- Željko Vasić
- Zoran Vasilić
- Bisera Veletanlić
- Marina Visković
- Boris Vlastelica
- Nikóla Vranjković
- Dejan Vučetić - "Vuča"
- Vuk Mob
- Leontina Vukomanović
- Aleksandar Vuksanović - Aca Lukas
- Bojana Vunturišević

## Z
- Tomislav - Toma Zdravković
- Puniša Zeljković - Billy King
- Vesna Zmijanac

## Ž
- Milica "Maša" Žilnik ("Boye")
- Katarina Živković
- Predrag Živković - Tozovac